# Przełęcz Szeroka
Przełęcz Szeroka (724 m) – przełęcz w głównym grzbiecie Beskidu Małego. Znajduje się w Grupie Kocierza, pomiędzy szczytami Wielka Góra (Kocierz, 884 m) oraz Beskidu (759 m) Północne stoki przełęczy opadają do doliny potoku Wielka Puszcza, południowe do dolinki jednego ze źródłowych cieków Cisowego Potoku (dopływ Kocierzanki). Rejon przełęczy porasta las. Na południową stronę, do doliny Kocierzanki zbiega z przełęczy droga leśna, a głównym grzbietem biegnie szlak turystyczny.
Przez Wielką Górę biegnie granica między wsiami Kocierz Rychwałdzki (stoki południowe) w powiecie żywieckim i Porąbką (stoki północne) w powiecie bielskim (obydwie w województwie śląskim).
Szlaki turystyczne
 Mały Szlak Beskidzki na odcinku: Żarnówka Mała – Żar – Kiczora – Przełęcz Isepnicka – Cisownik – Cisowe Grapy – Szeroka Przełęcz (Przysłop Cisowy) – Wielka Góra – Przełęcz Szeroka – Beskid – Błasiakówka – Przełęcz Kocierska. Czas przejścia: 4:05 h, ↓ 3:30 h